# Курнешова Лариса Євгенівна
Лариса Євгенівна Курнешова (25 березня 1950 — 20 квітня 2024) — російський вчений-педагог, член-кореспондентка РАО (2011).

## Біографія
У 1972 році закінчила Московський державний педагогічний інститут.
Із 1991 по 2011 рік — заступниця і перша заступниця керівника Департаменту освіти Уряду Москви.
У 1997 році захистила кандидатську дисертацію у галузі психологічних наук («Соціально-психологічні основи побудови регіональних програм розвитку освіти: на прикладі столичної освіти»), у 2004 році — докторську дисертацію «Технології управління регіональними програмами розвитку загальної освіти». За даними вільного мережевого співтовариства «Діссернет», докторська дисертація містить масштабні запозичення, не оформлені як цитати.
21 грудня 2011 року обрана членом-кореспондентом РАО по Відділенню філософії освіти і теоретичної педагогіки.
Працювала проректором, потім радницею при ректораті Московського інституту відкритої освіти.
Померла 20 квітня 2024 року. Похована на Троєкурівському цвинтарі.

## Нагороди
- Медаль ордена «За заслуги перед Вітчизною» II ступеня (2005)[3]
- Премія Президента Російської Федерації в галузі освіти (у складі групи, за 1999 рік) —за створення практичної моделі регіональної системи розробки і видання навчально-методичних засобів для забезпечення функціонування і розвитку освіти в Москві[4]
- Заслужений вчитель школи Російської Федерації (1993)[5]